# 太安万侶
太 安万侶（おお の やすまろ）は、飛鳥時代から奈良時代にかけての貴族。名は安麻呂とも記される。姓は朝臣。『和州五郡神社神名帳大略註解』巻4補闕に所収されている、久安5年（1149年）謹上の「多神宮注進状」によれば、小錦下・多品治の子とされる。官位は従四位下・民部卿、贈従三位。

## 経歴
文武朝の大宝4年（704年）正六位下から二階昇進して従五位下に叙爵する。
和銅4年（711年）4月に正五位上に昇進する。同年9月に元明天皇から稗田阿礼の誦習する『帝紀』『旧辞』を筆録して史書を編纂するよう命じられ、翌和銅5年（712年）1月に『古事記』として天皇に献上した。元明朝末の和銅8年（715年）従四位下に至る。
元正朝の霊亀2年（716年）太氏（多氏）の氏長となる。一族の末裔とみられる多人長は、安万侶は養老4年（720年）に完成した『日本書紀』の編纂にも加わったと主張している。元正朝末の養老7年（723年）7月6日卒去。最終官位は民部卿従四位下。遺骨などの調査により享年は60才程度と推定されている。
明治44年（1911年）になって、従三位に追陞されている。

## 勲等を持つことの考察
和銅5年（712年）に書かれた『古事記』の序には安万侶が勲五等の勲等を得ていることが記されている（墓誌にも同様の記述がある）。勲等は武官としての功績で得たと考えられることから、安万侶を単なる文官として位置づけることには問題があるとして、以下の考察がある。
- 和銅2年（709年）に行われた蝦夷征討に副将軍格で参加したとの推測。神亀元年（724年）の蝦夷征討で副将軍を務めた大野東人は勲四等の勲等を得て従五位上から従四位下に昇叙されていることも参考になる（黛弘道）[6]。
- 多氏の一族で安万侶のみ四位に昇っていることに着目し、多氏は五位までの昇進に留まる家柄であったが、安万侶はその戦功によって例外的に四位まで昇った（鷺森浩幸）[7]。

## 太安万侶墓
1979年（昭和54年）1月22日（1月20日としている記述もある）、奈良県立橿原考古学研究所より、奈良県奈良市此瀬町の茶畑から安万侶の墓が発見され（北緯34度39分55.0秒 東経135度54分25.0秒 / 北緯34.665278度 東経135.906944度）、火葬された骨や真珠が納められた木櫃と墓誌が出土したと発表された。墓誌の銘文は2行41字。左京の四条四坊に居住したこと、位階と勲等は従四位下勲五等だったこと、養老7年7月6日に歿したことなど記載。墓誌銘全文引用は以下の通り。
墓は『太安萬侶墓』として1980年（昭和55年）2月19日に国の史跡に指定された。また『太安萬侶墓誌』は、1981年（昭和56年）6月9日に重要文化財（美術工芸品）に指定され、国宝への指定が答申されている（官報告示を経て正式指定となる）。

## 官歴
注記のないものは『続日本紀』による。
- 時期不詳：正六位下
- 大宝4年（704年） 正月7日：従五位下（越階）
- 時期不詳：正五位下
- 和銅4年（711年） 4月7日：正五位上
- 和銅5年（712年） 正月28日：見勲五等[4]
- 和銅8年（715年） 正月10日：従四位下
- 霊亀2年（716年） 9月23日：氏長
- 時期不詳：民部卿
- 養老7年（723年） 7月6日：卒去（民部卿従四位下勲五等）[11][13]
- 明治44年（1911年） 3月13日：贈従三位[14]